# Tomasz Bułhak
Tomasz Mikołaj Bułhak, ps. „Gulicz”, herbu Syrokomla (ur. 15 grudnia 1801 w Mickiewiczach, zm. 16 lutego 1895 tamże) – polski działacz niepodległościowy, ziemianin, sybirak.

## Życiorys
Urodził się 15 grudnia 1801 w majątku Mickiewicze koło Klecka, w rodzinie Józefa i matki z domu Bochwicówny. Był bratankiem Ignacego Jozafata Bułhaka, metropolity unickego.
Uczył się u Dominikanów w Nieświeżu. W 1818 aplikował w palestrze nowogródzkiej. Po śmierci ojca zajął się administracją dwóch folwarków: Olchówki i Mickiewicz. W 1822 lub 1823 ożenił się z Anielą Zbaraszewską, lecz wcześnie owdowiał. Jakiś czas uczęszczał w Wilnie na uniwersyteckie wykłady jako wolny słuchacz.
1836 przystapił do związku Szymona Konarskiego i pod pseudonimem „Gulicz” pełnił obowiązki sekretarza. W 1838 został aresztowany i sadzony w więzieniu, w klasztorze Bazylianów w Wilnie. W czasie śledztwa odmawiał składania wyjaśnień za co był czynnie znieważany przez prezesa komisji śledczej, ks. Trubeckiego. 13 lutego 1839 wyrokiem sądu wojennego został skazany na utratę praw i mienia oraz osiedlenie w Zachodniej Syberii. 3 kwietnia tego roku, przed wywiezieniem, w murach więzienia ożenił się z Teresą Wierzbicką (ur. 1816), nauczycielką domową. Następnego dnia został został wywieziony do wsi Tiusiul k. Tomska. We wrześniu dołączyła do niego żona. Na zesłaniu pracował w kopalniach złota w charakterze dozorcy robotników, później był dyrektorem huty szklanej znanych przemysłowców syberyjskich Poklewskich.
W 1857 wrócił z żoną do Mickiewicz. Hasłem ich stała się oświata ludu. W 1863 za czynny udział w powstaniu styczniowym został znów aresztowany. Wyrokiem generała gubernatora Michaiła Murawjowa z 20 grudnia 1863, po skonfiskowaniu majątku, za przynależność do wileńskiej organizacji rewolucyjnej, działalność w komitecie opieki nad rannymi powstańcami oraz udzielenie pomocy Tracewskiemu w ucieczce z Wilna, został ponownie zesłany Tomska. Razem z nim na zesłanie udała się żona. 1869 Bułhakowie otrzymali pozwolenie przeniesienia się do guberni kazańskiej, a w 1874 uwolniono ich z zesłania i zezwolono na przyjazd do Warszawy. Dopiero później mogli wrócić w rodzinne strony.
Teresa umarła dnia 11 czerwca 1891 w Mickiewiczach. Tomasz przeżył swą drugą żonę i zmarł 16 lutego 1895.
Z pierwszego małżeństwa miał troje dzieci: Antoniego, Władysława i Marię.